# フェルナンド・レドンド
フェルナンド・カルロス・レドンド・ネリ（Fernando Carlos Redondo Neri, 1969年6月6日 - ）は、アルゼンチン・ブエノスアイレス出身の元サッカー選手。元アルゼンチン代表。現役時代のポジションはミッドフィールダー。

## クラブ経歴

### アルゼンチン時代
1969年、ブエノスアイレスの中流階級の家庭に生まれる。少年時代はフットサルでボールに慣れ親しんだ。当時憧れていたサッカー選手はリカルド・ボチーニであったという。
10歳の時にAAアルヘンティノス・ジュニアーズの下部組織に入団。1985年9月29日、対CAヒムナシア・イ・エスグリマ・デ・フフイ戦にて15歳でトップチームデビュー。程無くしてレギュラーポジションを得た。1990年に自由契約扱いとなり、スペインのCDテネリフェを移籍先に選ぶ。

### テネリフェ
テネリフェではアルゼンチン人監督のホルヘ・バルダーノに重用され、1990-91シーズン、15節のエスパニョール戦で初ゴールを挙げ、UEFAカップ出場も経験した。1994年にバルダーノがレアル・マドリードの監督に就任すると、ホルヘ・バルダーノがチームに獲得をリクエストし、レアル・マドリードに移籍した。

### レアル・マドリード
レアル・マドリード移籍直後も怪我に見舞われたものの、レギュラーに定着し、6シーズン在籍。リーガ・エスパニョーラ優勝2回、UEFAチャンピオンズリーグ優勝2回、インターコンチネンタルカップ優勝1回を経験。1997-98シーズンのチャンピオンズリーグでは全11試合に出場、決勝でユヴェントスを破って優勝を果たした。
1999-2000シーズンのUEFAチャンピオンズリーグは主将としてチームを牽引、2000年にオールド・トラッフォードで行なわれた準決勝・対マンチェスター・ユナイテッドFC戦における、ドリブル突破から一発のヒールキックでヘニング・ベルグを抜き去り、ゴールライン際からのスルーパスでラウル・ゴンサレスの決勝ゴールをアシストした。マンチェスター・ユナイテッドの監督であるアレックス・ファーガソンはこの試合の後、「あの選手のブーツには磁石でも入っているのか?」と感嘆の声を上げた。大会を通してフル回転したレドンドは、レアル・マドリード史上初となるチャンピオンズリーグMVPに輝いたが、シーズン終了後、フロレンティーノ・ペレスが会長に就任すると、ペレスにより£11.25ミリオンの移籍金でイタリア・ACミランへ売却された。

### ACミラン
2000-01シーズン、ミランはシーズン開幕前、ファリノス、ジェラールの獲得を狙っていたが、獲得出来なかったことから、31歳ではあったものの、実力者のレドンド獲得を決めた。3年契約でチームに加入したが、シーズン前のトレーニング中に膝を故障、初めに手術を施したイタリアの医師は、膝の専門家ではなく、膝は腫れて、痛みは増し、膝の権威による再手術を強いられた。合併症の手術等も含めて復帰までに2年の歳月を要した。その間、高額のサラリーが契約上保証されていたにも関わらず、「チームに貢献してからもらう」と言って休養中のサラリーを全額返還したというエピソードがある。2002-03シーズン、2002年12月3日のコッパ・イタリア、アンコーナとの対戦でようやく複帰した。12月7日のASローマ戦でリーグ戦に初出場した。2003年3月12日、UEFAチャンピオンズリーグのレアル・マドリード戦にてスターティングメンバーとしてサンティアゴ・ベルナベウに帰還。後半79分にアンドレア・ピルロとの交代でピッチを去る際には、スタンドからスタンディングオベーションが送られた。コッパ・イタリア決勝のローマ戦では、第1戦、第2戦とも先発フル出場し、優勝に貢献した。ミランはチャンピオンズリーグ制覇したが、準決勝の第1戦こそ途中出場したが、決勝のユヴェントス戦はベンチ外となった。このシーズン、公式戦19試合に出場、ファンの愛着も獲得し、チームとの契約を1年延長した。翌2003-04シーズン、スクデットを獲得したが、レドンド自身は怪我を克服出来ず、全盛期の輝きを取り戻すことはないまま、2004年のシーズン終了をもって35歳で現役を退いた 。2004年5月16日のブレシア・カルチョ戦で後半60分から出場、現役最後の試合となった(ロベルト・バッジョの現役最後の試合でもある。)。
引退後はブエノスアイレスに住み、レアル・マドリード関連のチャリティーマッチなどに時折顔を出している。

## 代表経歴
アルヘンティノス時代に、1990年のW杯イタリア大会に臨むアルゼンチン代表の要請を受けるも、学業(法律の学位取得)を優先するという理由で招集を辞退した。
その後監督がアルフィオ・バシーレに替わり、1992年6月18日、対オーストラリア戦でA代表デビュー。中盤の要「5番」として1992年のFIFAコンフェデレーションズカップ、1993年のコパ・アメリカ優勝に尽力。コンフェデレーションズカップでは、大会最優秀選手に選ばれた。1993年8月8日にはワールドカップ予選のパラグアイ戦で代表初ゴールにして唯一のゴールとなったゴールを決めた。
1994年のW杯アメリカ大会にも出場を果たし、グループリーグ初戦のギリシャ戦ではディエゴ・マラドーナの得点をアシストした。マラドーナがドーピング違反で大会から追放されたこともあり、チームは決勝トーナメント1回戦でルーマニアに2-3で敗退した。
アメリカW杯後就任したダニエル・パサレラ監督とは起用法を巡って衝突（この時はレドンドのトレードマークだった長髪を切るかどうかで揉めたと報じられ、1998年フランス大会でレドンドが代表を辞退した理由ともされている）。
パサレラの後任マルセロ・ビエルサの招集には応じ、1999年9月に行われたブラジルとの2試合で代表複帰するなど、2002年のW杯日韓大会に出場する意欲も見せていたが、前述の負傷により本大会出場を断念せざるを得なかった。
代表通算29試合出場1得点、W杯通算4試合出場0得点。

## エピソード
- 妻は、元アルゼンチン代表のホルヘ・ソラーリの長女。レアル・マドリード、アルゼンチン代表の後輩であったサンティアゴ・ソラーリはホルヘの甥のため、サンティアゴとも親戚関係にある。
- 息子のフェデリコ・レドンド（Federico Redondo Solari, 2003年1月18日 - ）もプロサッカー選手で、2024年現在、フェルナンドの古巣AAアルヘンティノス・ジュニアーズに所属している。
- マルカにより行われたレアル・マドリードの外国人選手ベストイレブン企画では、ジネディーヌ・ジダンやルイス・フィーゴ、ミカエル・ラウドルップらと共にMFのポジションに名を連ねた[12]。また、前述のヒールキックについてもマルカのウェブ投票でレアル・マドリード史上最高のバックヒールに選ばれた[13]。
- 1996年に行われたFIFA選抜対ブラジル代表のチャリティーマッチでは、三浦知良らと共にFIFA選抜のスターティングメンバーに名を連ねた[14]。
- シャビ・アロンソのアイドルであった[3]。

## プレースタイル
戦術理解力、状況判断力が極めて高く、中盤の守備的なアンカーの位置から、背筋をピンと伸ばした綺麗な姿勢から左足のインサイドキックを多用してゲームを組み立てるパスの名手であり、危機察知能力にも優れ、広い中盤を一人でカバー出来るだけの豊富なスタミナを持ち合わせて、的確なカバーリング、インターセプト、かつアルゼンチン人のサッカー選手らしい激しいタックルで相手の攻撃の芽をつむことも出来る守備力の高い選手でもあり、このポジションに位置する選手としては珍しく、状況判断に優れた姿勢の良いドリブルを多用して相手チームを切り刻み後方から試合を支配することが出来る。。
パサータイプのアンカーとしても、危機察知能力が高く豊富なスタミナを生かした守備力、ボール奪取力、屈強な選手にも当たり負けしない長身、フィジカルを合わせ持ち、潰し屋的なアンカーとしても、パスを繋ぎスペースへ走り込むリンクマンとしても一流である。ドリブラー的な真のオールラウンダー。。
特筆すべきは、そのドリブル能力、ボールキープ能力であり、このポジションに位置する選手としては余りいない、非常に珍しく、中盤後方のアンカーの位置からドリブルでボールを前線へ運ぶことが出来、尚チャンス、得点に結びつけることが出来、又、ボールキープ力でチームに一呼吸の落ち着きをもたらせる事が出来る珍しい選手。。

## 個人成績
| シーズン               | クラブ                 | 国内リーグ             | 国内リーグ | 国内リーグ | 国内カップ | 国内カップ | 国際カップ | 国際カップ | その他 | その他 | 期間通算 | 期間通算 |
| シーズン               | クラブ                 | リーグ                 | 試合       | 得点       | 試合       | 得点       | 試合       | 得点       | 試合   | 得点   | 試合     | 得点     |
| ---------------------- | ---------------------- | ---------------------- | ---------- | ---------- | ---------- | ---------- | ---------- | ---------- | ------ | ------ | -------- | -------- |
| 1985-86                | アルヘンティノス       | プリメーラ             | 1          | 0          | 0          | 0          | 0          | 0          | —      | —      | 1        | 0        |
| 1986-87                | アルヘンティノス       | プリメーラ             | 0          | 0          | 0          | 0          | 0          | 0          | 0      | 0      | 0        | 0        |
| 1987-88                | アルヘンティノス       | プリメーラ             | 14         | 0          | 0          | 0          | —          | —          | —      | —      | 14       | 0        |
| 1988-89                | アルヘンティノス       | プリメーラ             | 36         | 0          | 0          | 0          | 0          | 0          | 0      | 0      | 36       | 0        |
| 1989-90                | アルヘンティノス       | プリメーラ             | 14         | 1          | 0          | 0          | 0          | 0          | 0      | 0      | 14       | 1        |
| アルヘンティノス通算   | アルヘンティノス通算   | アルヘンティノス通算   | 65         | 1          | 0          | 0          | 0          | 0          | 0      | 0      | 65       | 1        |
| 1990-91                | テネリフェ             | プリメーラ             | 23         | 1          | 0          | 0          | 0          | 0          | 0      | 0      | 23       | 1        |
| 1991-92                | テネリフェ             | プリメーラ             | 32         | 2          | 0          | 0          | 0          | 0          | 0      | 0      | 32       | 2        |
| 1992-93                | テネリフェ             | プリメーラ             | 20         | 4          | 0          | 0          | 0          | 0          | 0      | 0      | 20       | 4        |
| 1993-94                | テネリフェ             | プリメーラ             | 28         | 1          | 0          | 0          | 0          | 0          | 0      | 0      | 28       | 1        |
| テネリフェ通算         | テネリフェ通算         | テネリフェ通算         | 103        | 8          | 0          | 0          | 0          | 0          | 0      | 0      | 103      | 8        |
| 1994-95                | レアル・マドリード     | プリメーラ             | 23         | 1          | 0          | 0          | 3          | 1          | 0      | 0      | 26       | 2        |
| 1995-96                | レアル・マドリード     | プリメーラ             | 23         | 2          | 2          | 0          | 4          | 0          | 1      | 0      | 30       | 2        |
| 1996-97                | レアル・マドリード     | プリメーラ             | 33         | 1          | 6          | 0          | 0          | 0          | 0      | 0      | 39       | 1        |
| 1997-98                | レアル・マドリード     | プリメーラ             | 33         | 0          | 2          | 0          | 11         | 0          | 0      | 0      | 46       | 0        |
| 1998-99                | レアル・マドリード     | プリメーラ             | 23         | 0          | 2          | 0          | 7          | 0          | 2      | 0      | 34       | 0        |
| 1999-00                | レアル・マドリード     | プリメーラ             | 30         | 0          | 5          | 0          | 15         | 0          | 3      | 0      | 53       | 0        |
| レアル・マドリード通算 | レアル・マドリード通算 | レアル・マドリード通算 | 165        | 4          | 17         | 0          | 37         | 1          | 6      | 0      | 225      | 5        |
| 2000-01                | ミラン                 | セリエA                | 0          | 0          | 0          | 0          | 0          | 0          | 0      | 0      | 0        | 0        |
| 2001-02                | ミラン                 | セリエA                | 0          | 0          | 0          | 0          | 0          | 0          | 0      | 0      | 0        | 0        |
| 2002-03                | ミラン                 | セリエA                | 8          | 0          | 6          | 0          | 5          | 0          | 0      | 0      | 19       | 0        |
| 2003-04                | ミラン                 | セリエA                | 8          | 0          | 5          | 0          | 1          | 0          | 0      | 0      | 14       | 0        |
| ミラン通算             | ミラン通算             | ミラン通算             | 16         | 0          | 0          | 0          | 7          | 0          | 0      | 0      | 33       | 0        |
| 総通算                 | 総通算                 | 総通算                 | 349        | 13         | 17         | 0          | 44         | 1          | 6      | 0      | 416      | 14       |

## 代表歴

### 出場大会
- アルゼンチン代表
  - 1994 FIFAワールドカップ

### 試合数
- 国際Aマッチ 29試合 1得点（1992年-1999年）[15]

| アルゼンチン代表 | 国際Aマッチ | 国際Aマッチ |
| 年               | 出場        | 得点        |
| ---------------- | ----------- | ----------- |
| 1992             | 4           | 0           |
| 1993             | 13          | 1           |
| 1994             | 9           | 0           |
| 1995             | 0           | 0           |
| 1996             | 0           | 0           |
| 1997             | 0           | 0           |
| 1998             | 0           | 0           |
| 1999             | 3           | 0           |
| 通算             | 29          | 1           |

## タイトル

### クラブ
レアル・マドリード
- リーガ・エスパニョーラ : 1994-95, 1996-97
- スーペルコパ・デ・エスパーニャ : 1997
- UEFAチャンピオンズリーグ : 1997-98, 1999-2000
- インターコンチネンタルカップ : 1998

ACミラン
- セリエA : 2003-04
- コッパ・イタリア : 2002-03
- UEFAチャンピオンズリーグ : 2002-03
- UEFAスーパーカップ : 2003

### 代表
アルゼンチン代表
- 南米U-17選手権 : 1985
- FIFAコンフェデレーションズカップ : 1992
- コパ・アメリカ : 1993

### 個人
- UEFA年間最優秀選手 : 1999-2000
- FIFAコンフェデレーションズカップ最優秀選手 : 1992
- CDテネリフェ年間最優秀選手 : 1992-93, 1993-94
- レアル・マドリード年間最優秀選手 : 1996-97, 1999-2000
- ESMチーム・オブ・ザ・イヤー : 1997-98
- トロフェオEFE : 1990年代最優秀選手 (イベロアメリカ圏出身の選手で、1990年代にスペイン・リーグでプレイした選手で最優秀選手)